# Dicranoloma burchardtii
Dicranoloma burchardtii là một loài Rêu trong họ Dicranaceae. Loài này được (Paris) Paris mô tả khoa học đầu tiên năm 1906.